# Skrađani
Skrađani (en serbe cyrillique : Скрађани) est un village de Serbie situé sur le territoire de la ville de Šabac, district de Mačva. Au recensement de 2011, il comptait 401 habitants.

## Démographie

### Évolution historique de la population
| 1948 | 1953 | 1961 | 1971 | 1981 | 1991 | 2002 | 2011 |
| ---- | ---- | ---- | ---- | ---- | ---- | ---- | ---- |
| 358  | 382  | 414  | 437  | 484  | 474  | 454  | 401  |

|  |